# Translatewiki.net
translatewiki.net je platforma pro počítačem podporovaný překlad. Využívá pro uživatelské rozhraní web a je založena na softwaru MediaWiki, přesněji na jeho rozšíření Translate.  
Mezi vlastnosti translatewiki.net patří snadná úprava libovolným uživatelem webu vyplývající z toho, že se jedná o systém postavený na systému wiki, a také fungující systém snadné synchronizace nových překladů se systémem správy verzí, ve kterém je zpracováván překládaný projekt.
Mezi software používající translatewiki.net pro tvorbu podkladů lokalizace patří kromě samotné MediaWiki například OpenStreetMap, MantisBT nebo FreeCol.